# Salle Maurice-O'Bready
La salle Maurice-O'Bready est la salle de spectacle principale du Centre culturel de l'Université de Sherbrooke. Elle reçoit plusieurs catégories de spectacle incluant des concerts, du théâtre, du cinéma, de la danse, des conférences et des spectacles d'humour. Il s'agit de la quatrième salle en importance au Québec.

## Histoire
Autrefois connue sous le nom de la Grande Salle, la salle fut renommée en 1973 en l'honneur de Maurice O'Bready, premier secrétaire trésorier de l'Université de Sherbrooke.

### Construction
La construction fut réalisée à la fin des années 1960. L'architecte du pavillon central de l'université[Qui ?] consulta différents experts pour répondre au besoin multiculturel de la salle, dont le directeur de l'École nationale de théâtre de l'époque, M. Jean Gascon. La salle pouvait accueillir jusqu'à 1 568 personnes.

### Rénovations majeures
En 1985, la salle reçoit des rénovations majeures. Avec les technologies naissantes en audiovisuel, les équipements techniques ont dû être modernisés.
En 1997-1998, on reconfigure la salle, faisant passer le nombre de places de 1 568 à 1 726. On y ajoute des foyers et on augmente son efficacité scénographique et acoustique. On s'attaque non seulement aux murs du parterre, mais aussi au plafond et au nez de la mezzanine. Les travaux estimés à 5,6 M$ permettent aussi d'améliorer l'équipement scénique, de rénover les sièges du parterre et de réaménager les loges. On revoit aussi la ventilation qui était devenue la source sonore nuisible majeure.